# 上田力
上田 力（うえだ ちから、1925年11月5日 - 2017年10月11日）は、日本の作曲家・編曲家、ピアニスト、音楽プロデューサー、音楽評論家。東京都出身。

## 概要
1960年代前半から徐々に注目され、1970年代後半からのフュージョンブームの波に乗り、1980年代にかけて、スタジオ・ミュージシャンとともに「上田力&パワーステーション」として活動。『警視庁殺人課』はオープニング・エンディングの編曲やBGMの作曲を手がけた。
著作家としては、クインシー・ジョーンズ、ボブ・ジェームス、ジョー・サンプル、ミシェル・カミロなど訪日した外国人アーティストへインタビューを行い、音楽盤のライナーノーツや音楽雑誌へ記事を寄稿。プロデューサーとしては本多俊之やジョージ川口などのアルバムがある。
1990年代からは音楽のセミナーを開くとともに、1997年からはアントニオ・カルロス・ジョビンの全曲演奏を目指すライブ活動を始めた。

## 参加作品・アーティスト
テレビ番組
- 『警視庁殺人課』（1981年）オリジナルサウンドトラック「Mr.」
- 『愛の奇蹟 ドクターノーマン物語』（1982年）オリジナルサウンドトラック「Cara De Piedra」

アーティスト
- 西村ユリ「Disco in Hollywood」（1977年）
- 高橋達也&東京ユニオン「SOUL PORTER」（1978年）
- 本多俊之「BURNI' WAVES」（1978年）　シーウィンドと共演
- エボニー・ウェッブ『ディスコお富さん』（1978年）
- 本多俊之「OPA! COM DEUS」（1979年）　オスカー・カストロ・ネヴェスと共演
- エボニー・ウェッブ『ディスコ花笠音頭・相馬盆唄 メンフィス・ディスコで日本民謡』（1979年）
- ジョージ川口&スーパーバンド「スーパー・ドラムス」（1979年）
- ジョージ川口&スーパー・フュージョン・バンド「アフリカン・ホット・ダンス」（1980年）
- 宮間利之とニュー・ハード「 ビッグ・スタッフ BIG STUFF」（1980年）
- 宮間利之&ニューハード Plays 上田力「BIG STUFF」（1980年）
- Irakere  「CUBA LIBRE」（1980年）　チューチョ・バルデス、アルゥ-ル・サンドバルと共演
- 天江恵子「Smokin' Prelude」（1981年）
- 赤尾三千子「風舞」（1981年）
- 笈田敏夫「ロンゲスト・ドリーム」（1981年）
- 前野曜子「TWILIGHT」（1982年）
- ジョージ川口&スーパー・バンド「スーパー・ドラムス2」（1983年）
- SHO-NUFF（英語版）「Body Pressure」（1983年）
- ブラスカーダ「ムービング・ターゲット」（1984年）　ハーヴィー・メイソン、ジェームス・パンコウと共演
- THE ばすーじゃ「ウィンド・スコープ」（1996年）
- 寺谷蓉子「ラテン愛唱歌集」（1997年）

## ディスコグラフィ
- 上田力とザ・キャラバン
  - 「Rock Impuls」（1973年）
  - 「Impressions」（1974年）
  - 「ゴーゴー大パーティー」（1974年）
  - 「ファンク・オーバー・ベートーヴェン」（1975年）
- 上田力・高橋達也&東京ユニオン「FUNPICO」（1978年）
- 上田力&パワーステーション
  - 「BURT FUSION」（1979年）
  - 「BOS&BOZ」（1979年）　ボズ・スキャッグスのカバーアルバム
  - 「FLYING Easy」（1980年）　ハーヴィー・メイソンと共演
  - 「SUNLIGHT WHISPER」（1981年）
  - 「HEAD WIND」（1984年）　ハーヴィー・メイソンと共演
- 上田力&ニューハード「HRED LAND」（1981年）
- 上田力「LIKE A CARNIVAL」（1989年）
- 上田力 & ナンダ・ノヴァ
  - 「Jobim My Love」（2004年）
  - 「想いあふれて／ジョビン・マイ・ラヴ」（2007年）